# Rivaliteten mellan Leeds United FC och Manchester United FC

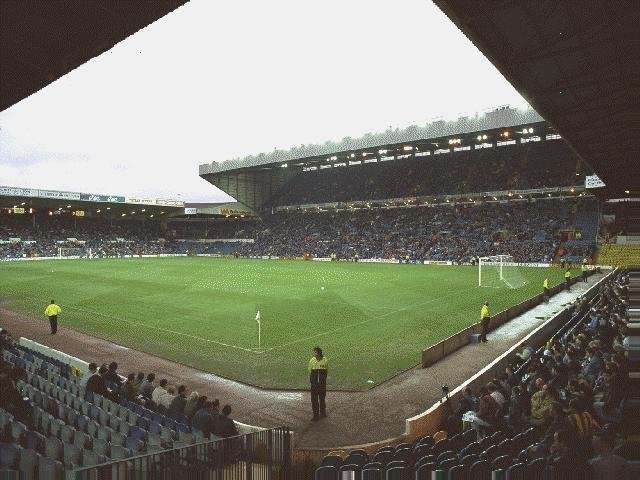
Elland Road – hemmaplan för Leeds United.

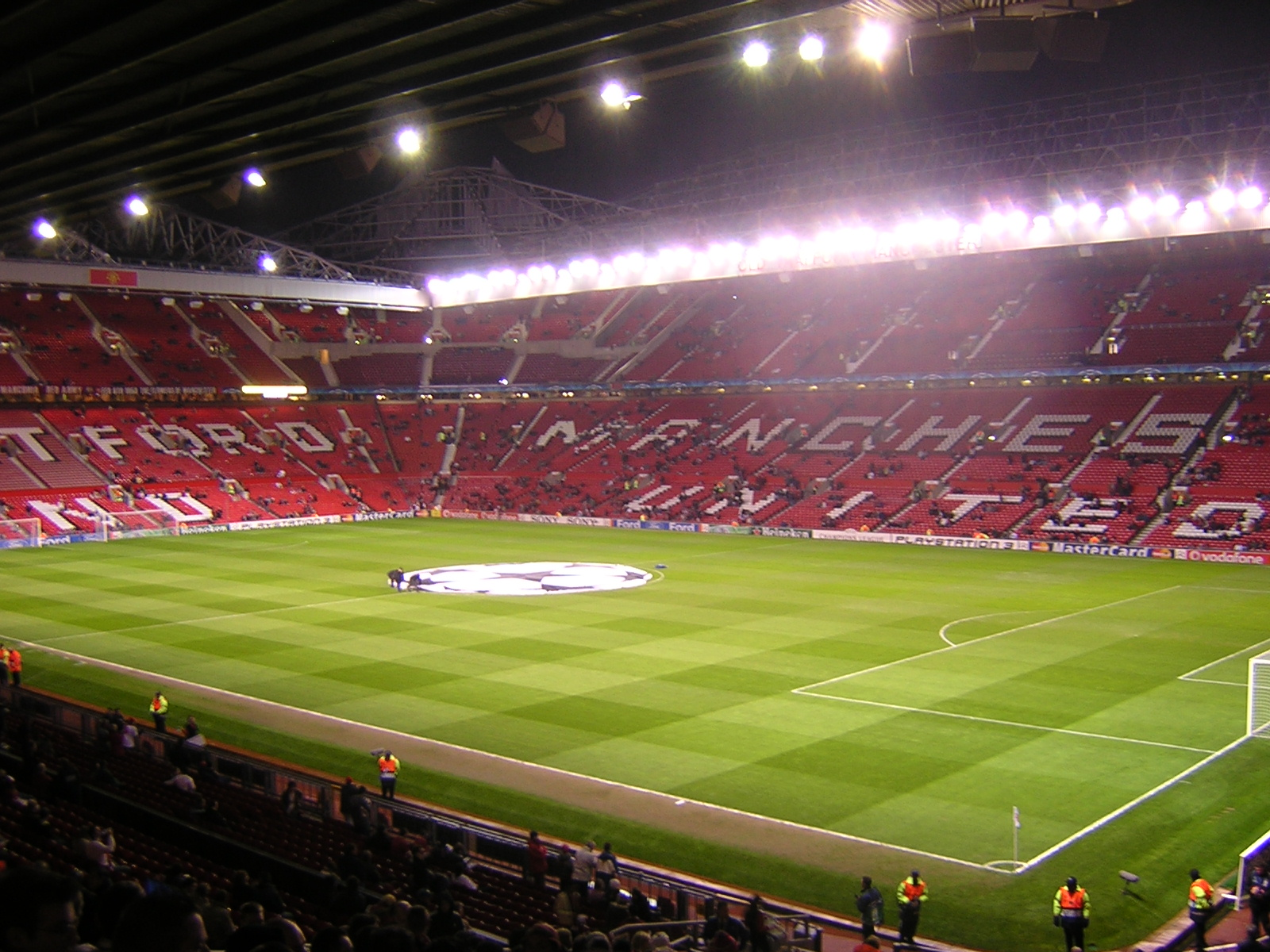
Old Trafford – hemmaplan för Manchester United.

Rivaliteten mellan Leeds United FC och Manchester United FC, ibland kallad Rosornas krig, är en rivalitet mellan två av norra Englands fotbollsklubbar: Leeds United och Manchester United. Rivaliteten bottnar i en historisk fejd på 1400-talet mellan distrikten Yorkshire och Lancashire. Det är endast cirka 60 kilometer mellan städerna, vilket ger matcherna en karaktär av derby. En oberoende undersökning visade att inom  engelsk fotboll rankas både Leeds och Manchester United bland de tre första lag som andra klubbar anser vara deras största rivaler.
Under 1970-talet, när problemen med fotbollsvåld och huliganer var som värst, var sammandrabbningarna mellan lagets supporterfirmor Leeds United Service Crew and Manchester Uniteds Red Army bland de mest ökända.

## Ursprung
Då det är endast cirka 60 kilometer mellan städerna Leeds och Manchester ger matcherna mellan lagen en karaktär av derby vilket bidrar till att matcherna blir speciellt uppmärksammade. En oberoende undersökning av Football Fans Census visade att inom  engelsk fotboll är både Leeds och Manchester United rankade bland de tre första lag som andra klubbar anser vara deras största rivaler.
Under en period var rivaliteten mellan klubbarna så intensiv att det gick långt utanför fotbollsarenorna. Under 1970-talet när problemen med fotbollsvåld och huliganer var som värst var sammandrabbningarna mellan lagets supporterfirmor Leeds United Service Crew och Manchester Uniteds Red Army bland de mest ökända. Våldet och problemen har dock avtagit i samband med den generella nedtrappningen av fotbollsvåld och huliganism.

### Rosornas krig

Yorks vita ros.

Lancasters röda ros.

Rivaliteten mellan klubbarna anses ha sitt ursprung i rivaliteten mellan distrikten Yorkshire och Lancashire, vilket kan härledas till Rosornas krig på 1400-talet mellan anhängare av kungahusen Lancaster och York. Båda husen, som var förgreningar av kungaätten Plantagenet, härstammade från kung Edvard III. Namnet Rosornas krig användes inte vid tiden för kriget, men har sitt ursprung i de märken som valdes av de båda kungaätterna, Lancasters röda ros och Yorks vita ros.
Färgerna på lagens tröjor motsvarar färgen på respektive ros, Leeds vita dress symboliserar Yorks vita ros och Manchester Uniteds röda tröjor symboliserar Lancasters röda ros.

## Fotboll

### Tidiga möten
Lagen möttes för första gången i Division 2 i Manchester Uniteds Bank Street Stadium den 15 januari 1906 inför 6 000 åskådare. Leeds (då som Leeds City) vann matchen med 3-0, men Manchester United vann returmatchen på Elland Road med 2–1. Dessa matcher var första och enda gången som Leeds City och Manchester United möttes innan Leeds City upplöstes och Leeds United bildades 1919. Leeds United mötte Manchester United för första gången på Old Trafford den 20 januari 1923 inför 25 000 åskådare i en match som slutade 0-0. Manchester United var först att vinna en match mellan lagen när de vann med 1-0 på Elland Road en vecka senare den 27 januari. Leeds fick vänta till säsongen 1925/26 innan de vann sin första match då de vann med 2-0 på Elland Road den 3 oktober.
Säsongen 1928/29 lyckades Leeds för första gången vinna borta mot Manchester United då de vann med 2-1 på Old Trafford i Division 1. Leeds vann dessutom hemmamatchen med 3-2 och blev först av lagen med att vinna en "dubbel", det vill säga vinna både hemma- och bortamatchen mellan lagen under samma säsong. Manchester Uniteds första dubbel kom inte förrän säsongen 1946/47 genom en 3-1-vinst på Old Trafford och en 2-0-vinst på Elland Road. Inget av lagen var dock speciellt framgångsrikt under den här perioden.

### Busby och Revie — rivaliteten intensifieras
Det var framför allt under 1960- och 1970-talet som rivaliteten mellan klubbarna blommade ut i och med att de båda etablerade sig i toppen av engelska ligans första division. Det började under mitten av 1960-talet då Matt Busby var tränare för Manchester United och Don Revie var tränare för Leeds. I Leeds spelade bland andra Jack Charlton, Billy Bremner, Norman Hunter och John Giles, som kom till Leeds från Manchester United 1963. I Manchester United spelade bland andra Jacks bror Bobby Charlton, Denis Law och George Best.
Under säsongen 1964/65 möttes lagen i semifinalen av FA-cupen, där den första matchen slutade mållös 0-0 och omspel fick tillgripas. Leeds vann omspelet med 1-0 efter ett mål av Bremner i 89:e minuten. Lagen kämpade dessutom som etta och tvåa i toppen av ligan där Manchester United gick segrande ur striden och vann ligatiteln på bättre målskillnad efter att båda lagen hamnat på samma antal poäng (61).
Lagen möttes även i en prestigefylld semifinal av FA-cupen säsongen 1969/70, en match som Leeds vann med 1–0 efter två ompel och där de båda första matcherna slutat 0–0.

## Resultat
| Turnering | Leeds Uniteds vinster | Oavgjorda | Manchester Uniteds vinster | Leeds Uniteds mål | Manchester Uniteds mål |
| --------- | --------------------- | --------- | -------------------------- | ----------------- | ---------------------- |
| Ligaspel  | 26                    | 33        | 38                         | 105               | 141                    |
| FA-cupen  | 3                     | 3         | 4                          | 5                 | 10                     |
| Ligacupen | 0                     | 0         | 5                          | 4                 | 12                     |
| Totalt    | 29                    | 36        | 48                         | 114               | 163                    |

### De fem senaste mötena
|  | 3 jan 2010 | Manchester United | 0 – 1           | Leeds United | Old Trafford                 |                              |
|  |            |                   | (0 – 1) Rapport | Beckford 19′ | Publik: 74 526 Domare: C Foy | Publik: 74 526 Domare: C Foy |
|  |            |                   |                 |              | Publik: 74 526 Domare: C Foy | Publik: 74 526 Domare: C Foy |
|  |            |                   |                 |              | Publik: 74 526 Domare: C Foy | Publik: 74 526 Domare: C Foy |

|  | 20 sep 2011 | Leeds United | 0 – 3           | Manchester United         | Elland Road                     |                                 |
|  |             |              | (0 – 3) Rapport | Owen 15′, 32′ Giggs 45+1′ | Publik: 31 031 Domare: M. Jones | Publik: 31 031 Domare: M. Jones |
|  |             |              |                 |                           | Publik: 31 031 Domare: M. Jones | Publik: 31 031 Domare: M. Jones |
|  |             |              |                 |                           | Publik: 31 031 Domare: M. Jones | Publik: 31 031 Domare: M. Jones |

|  | 20 dec 2020 | Manchester United | 6 – 2           | Leeds United | Old Trafford |  |
|  |             |                   | (4 – 1) Rapport |              |              |  |
|  |             |                   |                 |              |              |  |
|  |             |                   |                 |              |              |  |

|  | 25 apr 2021 | Leeds United | 0 – 0           | Manchester United | Elland Road |  |
|  |             |              | (0 – 0) Rapport |                   |             |  |
|  |             |              |                 |                   |             |  |
|  |             |              |                 |                   |             |  |

|  | 14 aug 2021 | Manchester United | 5 – 1           | Leeds United | Old Trafford |  |
|  |             |                   | (1 – 0) Rapport |              |              |  |
|  |             |                   |                 |              |              |  |
|  |             |                   |                 |              |              |  |

## Rekord

### Resultat
- Största vinst:
  - För Leeds United: Leeds United 5–0 Manchester United, Division 1, Elland Road, 20 december 1930
  - För Manchester United: Manchester United 6–0 Leeds United, Division 1, Old Trafford, 9 september 1959
- Största ligavinst:
  - För Leeds United: Leeds United 5–0 Manchester United, Elland Road, 20 december 1930
  - För Manchester United: Manchester United 6–0 Leeds United, Old Trafford, 9 september 1959
- Största FA-cup-vinst:
  - För Leeds United:
    - Leeds United 1–0 Manchester United, Semifinal omspel, City Ground, 31 mars 1965
    - Leeds United 1–0 Manchester United, Semifinal 2:a omspelet, Highbury, 26 mars 1970
    - Manchester United 0–1 Leeds United, 3:e omgången Old Trafford, 3 januari 2010

  - För Manchester United: Manchester United 4–0 Leeds United, FA-cupen 4:e omgången, Old Trafford, 27 januari 1951
- Största Ligacup-vinst:
  - För Leeds United: Ingen
  - För Manchester United: Leeds United 0–3 Manchester United, 3:e omgången, Elland Road, 20 september 2011
- Flest mål:
  - På Elland Road: Leeds United 3–4 Manchester United, Elland Road, 30 mars 2002
  - På Old Trafford: Manchester United 6–2 Leeds United, Old Trafford, 20 december 2020

### Flest matcher
| Klubb             | Spelare        | Ligan | FA-cupen | Ligacupen | Totalt |
| ----------------- | -------------- | ----- | -------- | --------- | ------ |
| Leeds United      | Jack Charlton  | 22    | 5        | 0         | 27     |
| Leeds United      | Paul Reaney    | 21    | 6        | 0         | 27     |
| Manchester United | Bobby Charlton | 24    | 5        | 0         | 29     |

### Flest mål
| Klubb             | Spelare        | Ligan | FA-cupen | Ligacupen | Totalt |
| ----------------- | -------------- | ----- | -------- | --------- | ------ |
| Leeds United      | Mick Jones     | 7     | 0        | 0         | 7      |
| Manchester United | Bobby Charlton | 9     | 0        | 0         | 9      |

- Flest mål i en match:
  - För Leeds United: 3
    - Mick Jones, Leeds United 5–1 Manchester United, Division 1, 19 februari 1972[8]

  - För Manchester United: 3
    - Stan Pearson, Manchester United 4–0 Leeds United, FA-cupen 4:e omgången, 27 januari 1951
    - Andy Ritchie, Manchester United 4–1 Leeds United, Division 1, 24 mars 1979
    - Dennis Viollet, Manchester United 4–0 Leeds United, Division 1, 21 mars 1959

### Publik
- Högsta publiksiffra:
  - Leeds United hemma: 52 368 – Leeds United 0–1 Manchester United, 17 april 1965
  - Manchester United hemma: 74 526 – Manchester United 0–1 Leeds United, 3 januari 2010
- Lägsta publiksiffra:
  - Leeds United hemma: 10 596 – Leeds United 3–1 Manchester United, 26 april 1930
  - Manchester United hemma: 9 512 – Manchester United 2–5 Leeds United, 7 november 1931

## Spelarövergångar

### Från Leeds United till Manchester United
| Namn           | Datum för övergång | Summa           | Notering            |
| -------------- | ------------------ | --------------- | ------------------- |
| Joe Jordan     | 4 januari 1978     | 350 000 pund    | [ 9 ] [ 10 ]        |
| Gordon McQueen | 1 februari 1978    | 500 000 pund    | [ 9 ] [ 11 ]        |
| Arthur Graham  | 1 augusti 1983     | 65 000 pund     | [ 9 ] [ 12 ]        |
| Eric Cantona   | 12 november 1992   | 1 200 000 pund  | [ 9 ] [ 13 ]        |
| Rio Ferdinand  | 22 juli 2002       | 29 100 000 pund | [ 9 ] [ 14 ]        |
| Alan Smith     | 26 maj 2004        | 7 000 000 pund  | [ 9 ] [ 16 ] [ 17 ] |

### Från Manchester United till Leeds United
| Namn            | Datum för övergång | Summa          | Notering     |
| --------------- | ------------------ | -------------- | ------------ |
| Freddie Goodwin | 16 mars 1960       | 10 000 pund    | [ 9 ] [ 18 ] |
| John Giles      | 1 augusti 1963     | 33 000 pund    | [ 9 ] [ 19 ] |
| Brian Greenhoff | 1 augusti 1979     | 350 000 pund   | [ 9 ] [ 20 ] |
| Gordon Strachan | 21 mars 1989       | 300 000 pund   | [ 9 ] [ 21 ] |
| Lee Sharpe      | 14 augusti 1996    | 4 500 000 pund | [ 9 ] [ 22 ] |
| Danny Pugh      | 27 maj 2004        | [ 15 ]         | [ 9 ] [ 23 ] |
| Liam Miller     | 4 november 2005    | Lån            | [ 9 ] [ 24 ] |
| Scott Wootton   | 21 augusti 2013    | 1 000 000 pund | [ 9 ] [ 25 ] |